# Bertrand Burgalat
Bertrand Burgalat (Bastia, 19 luglio 1963) è un produttore discografico, compositore, musicista, arrangiatore e discografico francese.
Dalla fine degli anni novanta è uno dei maggiori rappresentanti della nouvelle vague transalpina. La sua musica risente principalmente delle atmosfere pop degli anni sessanta e delle innovazioni elettroniche di fine millennio. Ha scritto anche diverse musiche per la pubblicità televisiva.
Artista impegnato in diversi ambiti e generi musicali, grazie alla sua personalità di difficile interpretazione, alla sua cultura e alla sua brillante creatività, è stato soprannominato da alcuni il "Phil Spector" francese. Tra i suoi detrattori, c'è chi pensa che parte della sua musica, in particolare quella elettronica contaminata da tendenze avanguardistiche, sia riservata ad una ristretta élite di ascoltatori, ipotesi che a Burgalat non piace.

## Biografia
Figlio di un alto funzionario governativo, nel corso dell'infanzia Bertrand Burgalat si trasferisce con la famiglia diverse volte. Da bambino studia il pianoforte e prende un'impostazione classica. A 10 anni resta impressionato dal concerto dei Pink Floyd a cui ha assistito. Nell'adolescenza forma diversi gruppi di jazz e rock. Si appassiona di musica elettronica dopo aver ascoltato la band tedesca di krautrock dei Kraftwerk. Tra gli altri musicisti che hanno contribuito alla sua formazione musicale vi sono i Roxy Music e Serge Gainsbourg. Alla fine degli anni settanta si trasferisce prima a Parigi e poi a Londra, dove entra in contatto con Nick Cave.

### Produttore
All'età di 25 anni debutta come produttore discografico con l'album Let it be dei Laibach, gruppo sloveno di musica industrial. Nello stesso periodo collabora con i tedeschi Einstürzende Neubauten e con il cantante Samir Birnbach del gruppo belga/israeliano Minimal Compact. Ritorna a Parigi all'inizio degli anni novanta attratto dalla locale scena musicale. Il diffondersi dell'easy listening e gli sviluppi presi dalla musica elettronica negli anni novanta gli aprono nuovi orizzonti e lo portano a collaborare con gruppi di diverse estrazioni musicali. Tra i lavori prodotti in quegli anni vi sono quelli dei francesi Dominique Dalcan, Jad Wio e Julien Baer e della giapponese Kahimi Karie. In seguito la sua attività di produttore si integra ad altre occupazioni nel campo musicale.

### Arrangiatore e tecnico delremix
Sempre negli anni novanta inizia anche l'attività di arrangiatore. Tra gli artisti più importanti con cui ha lavorato in questo ambito, vi sono i francesi Ollano e Philippe Katerine, gli australiani Nick Cave e Mick Harvey (nel suo album di esordio Intoxicated Man, dedicato a Serge Gainsbourg) e i giapponesi Pizzicato Five. Inizia anche a remissare la musica di importanti artisti, fra i quali i Depeche Mode, Jamiroquai, i Soul II Soul e gli AIR. È il remix effettuato nel 1998 in un album degli AIR che gli procura particolare notorietà, ne segue una tournée della band in cui si esibisce come bassista.

### Imprenditore discografico
Nel 1995 Burgalat fonda la propria casa discografica indipendente, la Tricatel, che pubblica soprattutto i lavori di musicisti emergenti. Tra i giovani più interessanti pubblicati dall'etichetta vi sono la californiana April March, la belga/portoghese Helena Noguerra (sorella di Lio) e gli inglesi Ladytron oltre ai già famosi David Whitaker (collaboratore di Gainsbourg), Ingrid Caven e André Popp. La polivalenza di Burgalat lo porta anche a collaborare con altre etichette straniere per promuovere i giovani talenti.
Nel 1996 pubblica il terzo album di quella che era allora la sua compagna, la cantante e attrice Valérie Lemercier, e nel 2000 il secondo album dello scrittore francese Michel Houellebecq, di cui scrive anche le musiche. Pubblica anche la maggior parte dei propri album con la Tricatel.

### Musicista
Nel 1992 vengono pubblicati i suoi primi brani da compositore, che compaiono nella colonna sonora del film Notti selvagge del regista francese Cyril Collard. Nel 1997 pubblica il primo disco, la colonna sonora del film Quadrille della Lemercier. Il suo primo album vero e proprio è The Sssound of Mmmusic del 2000, in cui riversa le esperienze sino ad allora fatte nel mondo musicale. Tra i vari generi dell'opera, che mette in risalto lo stile versatile proprio dell'artista, vi sono il pop, la psichedelia, l'elettronica e la musica melodica. La maggior parte dei brani sono strumentali suonati dagli A.S. Dragon, la banda che accompagna l'artista nei suoi concerti, mentre Burgalar canta gli altri brani in collaborazione con gli amici Katerine e Houellebecq. Nel frattempo continua a lavorare per il nuovo spettacolo della Lemercier, scrivendo testi e musiche.
La sua fama aveva valicato i confini nazionali e nel 2001 l'etichetta tedesca Bungalow pubblica la raccolta dei suoi brani The Genius of Bertrand Burgalat. Brani dei concerti del 2000 e del 2001 vengono pubblicati nell'album Bertrand Burgalat meets A.S. Dragon. Parallelamente collabora agli album di alcuni colleghi, tra cui un live dell'amico Alain Chamfort. Scrive le musiche per il proprio album Portrait-robot del 2005, a cui collaborano la cantante Regina Janssen e il chitarrista Peter Van Poehl degli A.S. Dragon. I testi sono a cura di Elisabeth Barillé, April March, Gregori Alexandre e 4 sono di Alfreda Benge, la compagna di Robert Wyatt. Nello stesso anno Burgalat scrive la colonna sonora di Palais Royal!, il nuovo film della Lemercier. Fra le varie collaborazioni di quegli anni, quella con la corsa Alizée, per la quale scrive un brano dell'album Psychédélices del 2007.
Sempre nel 2007 esce Inédits, composto da 15 brani scritti in precedenza. Nell'agosto dello stesso anno esce il suo quarto album Cheri B.B., del quale scrive le musiche. Nel brano This Summer night esegue un duetto vocale con Robert Wyatt. I due anni successivi sono densi di concerti. Nel 2009 realizza un progetto ambizioso: fa eseguire brani dei Niagara, di Alain Bashung, di Sylvie Vartan e dei Rita Mitsouko alle famose attrici francesi Valérie Lemercier, Emma de Caunes, Isabelle Carré, Isabelle Huppert e Nathalie Baye. Il disco viene intitolato Madame aime e Burgalat esegue tutti gli arrangiamenti con Philippe Uminski. Nell'aprile del 2009 riceve dal ministro francese della Cultura il titolo di Cavaliere delle Arti. Tra il 2010 e il 2011 scrive e pubblica le colonne sonore dei film Belleville Tokyo, Manu e My Little Princess, che segna l'esordio alla regia di lungometraggi dell'attrice rumena Eva Ionesco. Nel 2012 la Tricatel pubblica l'album Toutes directions di Burgalat.

## Discografia

### Album
- 2000: The Sssound of Mmmusic - Tricatel
- 2005: Portrait-robot - Tricatel
- 2007: Inédits - Tricatel
- 2007: Chéri B.B. - Tricatel
- 2012: Toutes directions - Tricatel

### Live
- 2001: Bertrand Burgalat meets A.S. Dragon - Tricatel

### Colonne sonore
- 1997: Quadrille - Tricatel
- 2005: Palais Royal ! - Tricatel
- 2010: Belleville Tokyo - Tricatel
- 2010: Manu - Tricatel
- 2011: My Little Princess - Tricatel

### Raccolte
- 2001: The Genius of Bertrand Burgalat - Bungalow
- 2001: The Sssound Library  (Raccolta di 24 brani di Burgalat di cui 17 da lui interpretati, comprendenti musiche per la pubblicità)[4] - Tricatel
- 2011: Palais Royal !, Belleville Tokyo, Manu (Raccolta di 3 delle sue colonne sonore in un CD unico) - Tricatel

### Principali singoli
- 2000: Ok Bertrand - Tricatel
- 2012: Double peine - Tricatel

### Collaborazioni principali
- 1999: Holidays di Michel Polnareff, sull'album di autori vari Hommage à/to Polnareff
- 2005: L'ennemi dans la glace duetto vocale con Alain Chamfort sull'album live Impromptu dans les jardins du Luxembourg, registrato nel 2001

### Onorificenze
- 2009  Chevalier des Arts et des Lettres